# Helge Auleb
Helge Arthur Auleb (Gehren, 24 maart 1887 - Düsseldorf, 14 april 1964) was een Duitse officier en General der Infanterie tijdens de Tweede Wereldoorlog.

## Leven
Op 1 maart 1907 als Fahnenjunker in dienst van de Deutsches Heer, en werd bij het Infanterie-Leib-Regiment „Großherzogin“ (3. Großherzoglich Hessisches) Nr. 117 geplaatst. Bij deze eenheid werd hij op 18 augustus 1908 tot Leutnant bevorderd. Als compagniesofficier werd hij bij de 2e compagnie van zijn stamregiment ingezet.

### Eerste Wereldoorlog
Met deze eenheid nam hij aan de Eerste Wereldoorlog deel. Op 28 november 1914 werd hij tot Oberleutnant bevorderd. Auleb werd als compagniescommandant ingezet. Op 18 april 1916 werd hij Hauptmann bevorderd. En vanaf 1917 vervulde hij verschillende staf- en divisiefuncties. Vanaf februari 1917 werd hij in de Generalstabsdienst ingezet. Auleb werd tijdens de Eerste Wereldoorlog met de beide klassen van het IJzeren Kruis 1914 onderscheiden.

### Interbellum
Na de Eerste Wereldoorlog zat hij voor een korte tijd in een Hessisch vrijkorps, en werd later in de Reichsheer opgenomen. In het voorjaar van 1920 werd hij als compagniescommandant in het overgangsleger in het Reichswehr-Infanterie-Regiment 22 ingezet. Bij het opbouwen van het 100.000 man sterke Reichsheer in de Reichswehr, werd hij op 1 oktober 1919 in de staf van de Reichswehr-Brigade 11 geplaatst. Vanaf 15 april 1920 tot 1 juni 1920 was Auleb compagniescommandant in het Reichswehr-Infanterie-Regiment 36. Vervolgens was hij compagniescommandant in het Reichswehr-Schützen-Regiment 22. Op 1 januari 1921 werd hij tot compagniescommandant van het 15. Infanterie-Regiment benoemd. Auleb bleef bij deze eenheid tot 1 februari 1924, waarna hij in de Generalstab  (Generale Staf) van de 3. Kavallerie-Division (3e Cavaleriedivisie) in Weimar geplaatst werd. Op 1 oktober 1927 werd Alueb naar de staf van de Artillerieführer I in Koningsbergen overgeplaatst. Bij de staf werd hij op 1 februari 1929 tot Major bevorderd. Als zodanig werd hij op 1 oktober 1930 naar de staf van de 1e Divisie van de Reichswehr in Königsberg overgeplaatst. Van 6 oktober tot 23 oktober 1931 werd hij voor een Schießlehrgang A voor stafofficieren van de infanterie naar militair oefenterrein Döberitz gecommandeerd. Op 1 oktober 1932 werd hij naar het Kommandantur Königsberg overgeplaatst. Op 1 juli 1933 werd Auleb tot Oberstleutnant bevorderd. Vanaf 1 oktober 1933 tot 1 oktober 1934 werd hij bij het Wehrgauleitung Lübeck geplaatst. Tijdens de verdere uitbreiding van de Reichswehr trad hij op 1 oktober 1934 tot de staf van de Reichswehrdienststelle in Hamburg toe. Vanaf 15 mei 1935 tot 15 oktober 1935 werd hij tot stafchef van het Wehrkreiskommando X benoemd. Op 1 juni 1935 werd hij tot Oberst bevorderd. Bij de ontmaskering van de eenheden, werd hij op 15 oktober 1935 tot chef van de generale staf van het 10e Legerkorps benoemd. In de zomer van 1936 werd hij tot commandant van het 77e Infanterieregiment in Düsseldorf benoemd. Door de naamswijziging van zijn regiment, werd Auleb op 6 oktober 1936 tot commandant van het nieuwe opgerichte 39e Infanterieregiment in Düsseldorf benoemd. 

### Tweede Wereldoorlog
Op 1 februari 1939 werd hij tot Generalmajor bevorderd. En vervolgens werd hij op 26 augustus 1939 tot Oberquartiermeister (Opperkwartiermeester) van het 5. Armee  (5e Leger) benoemd. Midden oktober 1939 werd Auleb tot Oberquartiermeister van het 2. Armee  (2e Leger) benoemd. En vanaf 1 november 1939 werd hij ook tot Oberquartiermeister van de Heeresgruppe A  (Legergroep A) benoemd. In het voorjaar van 1940 nam hij als opperkwartiermeester aan het eerste deel van de Slag om Frankrijk deel. Op 15 juni 1940 werd hij tot Chef des Kommandostabes des Militärbefehlshabers Nordfrankreich  (vrije vertaling: Chef van de Commandostaf van de Militaire bevelhebber van Noord-Frankrijk) benoemd. op 1 juli 1940 werd hij tot Chef des Stabes vom Chef der Militärverwaltung Frankreich benoemd. Einde juli 1940 werd hij weer afgelost in deze functie. vanaf 25 juli 1940 werd Auleb tot commandant van de 72. Infanterie-Division  (72e Infanteriedivisie) benoemd. Op 5 september 1940 droeg hij het commando aan zijn opvolger weer over. Vanaf 5 september 1940 tot 19 september 1940 werd hij in het Führerreserve (OKH) geplaatst. Na twee weken werd hij met de leiding over de 290. Infanterie-Division  (290e Infanteriedivisie) belast. Na een maand, gaf hij het commando over de 290e Infanteriedivisie ook weer over. Op 14 oktober 1940 werd Auleb tot commandant van de 6. Infanterie-Division   (6e Infanteriedivisie) benoemd. Deze eenheid werd als bezettingstroepen in Frankrijk ingezet. Op 1 december 1940 werd hij tot Generalleutnant bevorderd. In het voorjaar van 1941 werd de divisie naar Oost-Pruisen verplaatst. Aan het begin van de zomer van 1941 werd de 6e Infanteriedivisie tijdens de aanval op Centraal-Rusland ingezet. In de herfst van 1941 was Auleb inmiddels met de beide klasse van het Herhalingsgesp bij IJzeren Kruis 1939 onderscheiden. Op 26 december 1941 werd hij met het Duitse Kruis in goud onderscheiden. Eind januari 1942 droeg hij zijn commando over de 6e Infanteriedivisie weer over aan zijn opvolger. Vanaf 22 januari 1942 tot 10 juni 1942 werd hij in het Führerreserve (OKH) geplaatst. Op 10 juni 1942 werd Auleb tot General z.b.V. für den Heeresstreifendienst Asow benoemd. Door de ontmaskering van deze eenheid, werd hij vanaf 24 juli 1942 tot General z.b.V. des Heeresstreifendienstes bij de Heeresgruppe A benoemd. Op 20 december 1942 werd Auleb tot commandant van de Gruppe Auleb („Kaukasus“) bij het 1. Panzerarmee  (1e Pantserleger) in Kaukasus benoemd. Vanaf 1 februari 1943 was hij Befehlshaber das Abschnittskommando Auleb (Krim)  (vrije vertaling: Bevelhebber van het districtscommando Auleb). Vanaf 26 juli tot 15 augustus 1943 met de leiding over het XXXXIX. Gebirgs-Korps (49e Bergkorps) belast. Op 15 augustus 1943 werd hij weer in het Führerreserve van Heeresgruppe A geplaatst. Een maand later werd Auleb op 17 september 1943 tot Kommandierender General der Sicherungstruppen und Befehlshaber in het gebied van de Heeresgruppe A  (Bevelvoerend-generaal van de Beveiligingstroepen en Bevelhebber in het gebied van de Legergroep A) benoemd. Als zodanig werd hij op 1 december 1943 tot General der Infanterie bevorderd. Op 18 december 1943 werd Auleb het nieuw gecreëerde Kommando "Befehlshaber der Deutschen Truppen in Transnistrien" overgedragen. Door de een naamswijziging van de staf, werd hij op 1 april 1944 tot Befehlshaber der deutschen Truppen in Nordrumänien  (Bevelhebber van de Duitse troepen in Noord-Roemenië) benoemd. In het voorjaar van 1944 gaf hij zijn commando weer over. Op 24 juni 1944 werd Auleb tot Kommandierender General van het 69e Legerkorps benoemd. Hij leidde deze eenheid tot het einde van de Tweede Wereldoorlog. En kwam aan het einde de oorlog in Brits krijgsgevangenschap.

## Na de oorlog
Hij werd later in Amerikaanse hechtenis overgenomen. Op 30 september 1947 werd Auleb uit krijgsgevangenschap vrijgelaten. Hij trad als getuige in de Processen van Neurenberg op. Over het verdere verloop van zijn leven is niets bekend. Op 14 april 1964 overleed hij in Düsseldorf.

## Militaire carrière
- General der Infanterie: 1 december 1943[11][1][8][12]
- Generalleutnant: 1 december 1940[11][1][8][13]
- Generalmajor: 1 februari 1939[11][1][14][13]
- Oberst: 1 juni 1935[11][1][15]
- Oberstleutnant: 1 juli 1933[11][1][15]
- Major: 1 februari 1929[11][1][15]
- Hauptmann: 18 april 1916[11][1][15]
- Oberleutnant: 28 november 1914[11][1][15]
- Leutnant: 18 augustus 1908[16][11][1][17]
- Fähnrich: 18 oktober 1907[11][1]
- Fahnenjunker-Unteroffizier: 2 juli 1907[11][1]
- Fahnenjunker:  1 maart 1907[16][11]

## Onderscheidingen
- Duitse Kruis in goud[8] op 26 december 1941[11][18] als Generalleutnant en Commandant van de 6e Infanteriedivisie[1][19][20]
- IJzeren Kruis 1914, 1e Klasse[1] (9 februari 1916[20][18]) en 2e Klasse[1] (10 september 1914[20][18])
- Vorstelijk Schwarzburgs Erekruis, 3e Klasse met Zwaarden[1] op 18 juni 1915[18][20]
- Dapperheidsmedaille (Hessen)[1] op 15 oktober 1914[18][20]
- Kruis voor Oorlogsverdienste (Lippe)[1] in juni 1918[18][20]
- Erekruis voor Frontstrijders in de Wereldoorlog[1] op 22 december 1934[18][20]
- Dienstonderscheiding van Leger en Marine, 1e Klasse (25 dienstjaren)[18] op 2 oktober 1936[20]
- Herhalingsgesp bij IJzeren Kruis 1939, 1e Klasse[8][19][1] (1 juli 1941[20][18]) en 2e Klasse[8][19][1][18] (1 juni 1940[20])
- Medaille Winterschlacht im Osten 1941/42 op 3 augustus 1942[20][18]